# Wim Weijs
Wim Weijs (Venlo, 2 februari 1943 – Grubbenvorst, 16 augustus 2013) was een Nederlands voetballer die tijdens zijn profloopbaan uitsluitend voor FC VVV uitkwam.
Weijs maakte in 1968 op 25-jarige leeftijd de overstap van derdeklasser Quick Boys '31 naar het betaald voetbal. De linkshalf, die ook inzetbaar was als verdediger, was onder de toenmalige VVV-trainer Bas Paauwe verzekerd van een basisplaats. Het daarop volgende seizoen kwam hij echter niet voor in de plannen van de nieuwe trainer Theo Breukers. Weijs keerde terug naar de amateurs, waar hij nog een aantal jaren zou spelen bij Venlosche Boys, Quick Boys '31 en GFC '33. In 2013 overleed hij op 70-jarige leeftijd.

## Statistieken
| Seizoen         | Club            | Competitie      | Competitie | Competitie | Beker | Beker | Overige | Overige | Totaal | Totaal |
| Seizoen         | Club            | Competitie      | Wed.       | Dlp.       | Wed.  | Dlp.  | Wed.    | Dlp.    | Wed.   | Dlp.   |
| --------------- | --------------- | --------------- | ---------- | ---------- | ----- | ----- | ------- | ------- | ------ | ------ |
| 1968/69         | FC VVV          | Tweede divisie  | 32         | 0          | 1     | 0     | —       | —       | 33     | 0      |
| Carrière totaal | Carrière totaal | Carrière totaal | 32         | 0          | 1     | 0     | 0       | 0       | 33     | 0      |